# 球蝸牛屬
球蝸牛屬（學名：Acusta），又名扁蝸屬，是柄眼目蝸牛的一個屬，均為會呼吸空氣的有肺類腹足綱軟體動物。舊屬扁蝸牛科，今屬堅齒螺科。

## 分佈
主要分布于台湾，常栖息在农田、住宅区等潮湿、阴暗的地方，石块中，落叶下等。

## 物種
以下列出部份屬於本屬的物種：
- 高雄球蝸牛 Acusta assimilis (H. Adams, 1866)[6][3]
- 琉球球蝸牛 Acusta despecta (Sowerby, 1839)[7]
- 薄球蝸牛 Acusta fragilis (Kuroda et Kano, MS)[8]
- 蘭嶼球蝸牛 Acusta kotosyonis (Kuroda et Kano, MS)[9]
- 台灣球蝸牛 Acusta plicosa (Martens, 1894)[4]
- 球蝸牛 Acusta tourannensis (Souleyet, 1842)[10]：Acusta toyenmongaiensis Rolle是異名[3]。

## 外部連結
- 維基物種上的相關：球蝸牛屬